# Итуруп (аэропорт)
Итуруп (также Курильск, Ясный) — международный аэропорт на острове Итуруп (Сахалинская область).
22 сентября 2014 года аэропорт принял свой первый регулярный рейс компании «Аврора» из Южно-Сахалинска с 50 пассажирами на борту. 17 июня 2017 года аэропорт впервые принял пассажирский рейс из Японии.

## Общие характеристики
Размеры взлетно-посадочной полосы составляют 2300×42 м, что позволяет принимать воздушные суда типа Ан-2, Ан-24, Ан-26, Ан-32, Ан-74, Л-410, Bombardier Dash 8, Sukhoi Superjet 100, вертолёты всех типов, эпизодически — Ан-12.
Аэропорт расположен недалеко от посёлков Курильск, сёл Рейдово и Китовое, с которыми его соединяет новое шоссе с асфальтовым покрытием.

## Строительство
Необходимость строительства на Итурупе нового аэропорта обоснована тем, что имеющийся аэропорт «Буревестник» располагается на значительном удалении от основных населённых пунктов и отличается сложными метеоусловиями.
Указ о строительстве аэропорта был подписан президентом России Владимиром Путиным в 2003 году. Данный объект был включен в федеральную целевую программу развития Курильских островов на 2007—2015 годы. Строительство велось с 2007 года по 2014 год.
Открытие аэропорта вызвало негативную реакцию МИД Японии, которая считает остров частью этой страны.

## Показатели деятельности
| год             | 2014 | 2015 | 2016 | 2017 |
| тыс. пассажиров | 4,13 | 18,8 | 24,6 | 24,4 |
| Источники:      |      |      |      |      |

## Экономическое значение
В перспективе, аэропорт должен помочь развитию туризма, торговли, логистики. Кроме этого, строительство аэропорта уже привело к началу строительного бума на острове: помимо строительства аэропорта и объектов смежной инфраструктуры, в регионе уже запущен механизм обеспечения семей диспетчеров жильём.

## Общественный транспорт
С 11 января 2016 года в аэропорт ходит автобус 515 «с. Горячие Ключи — Аэропорт Итуруп».
Также ходит автобус №111 "Курильск - аэропорт - Рейдово"

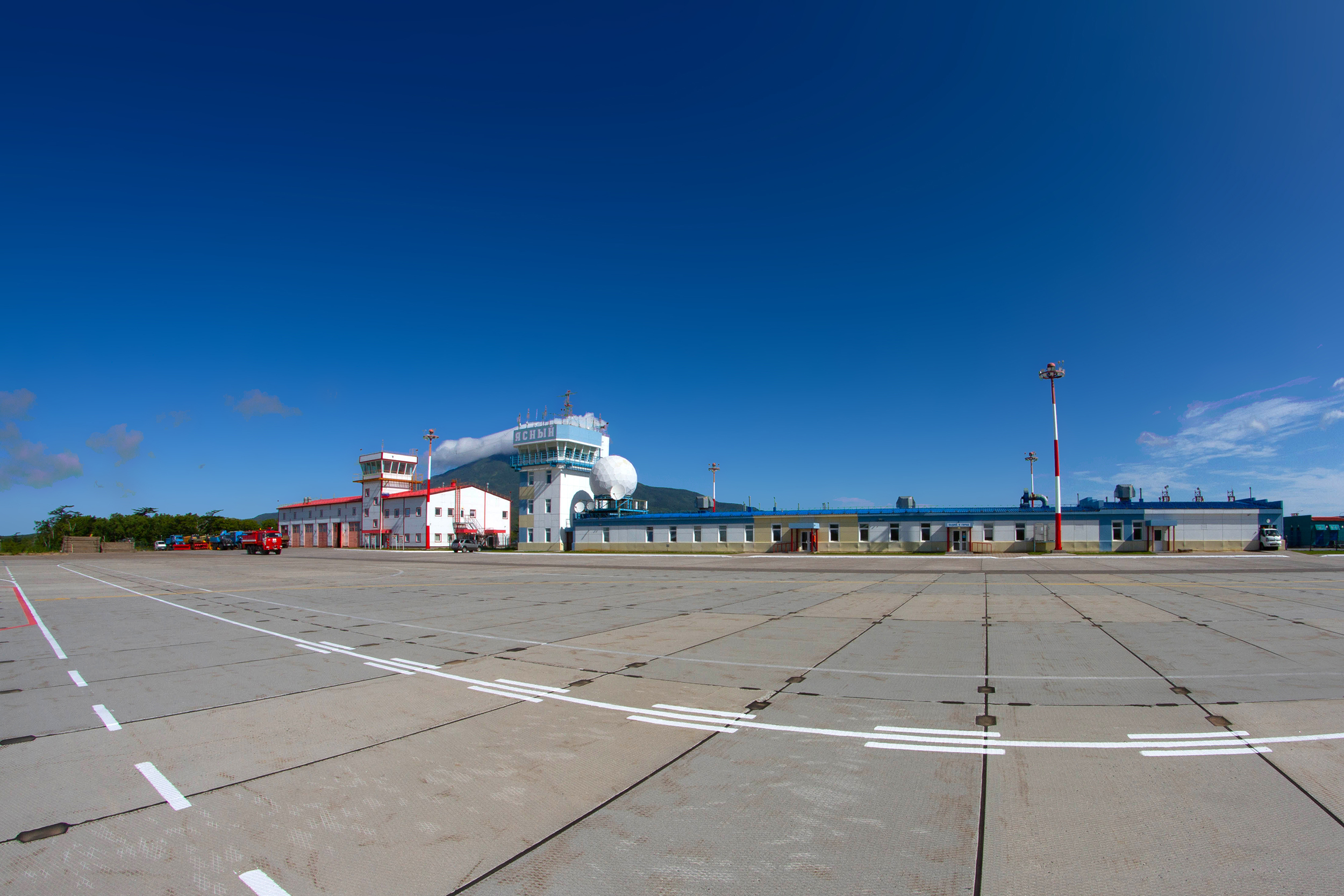
аэропорт «Ясный»
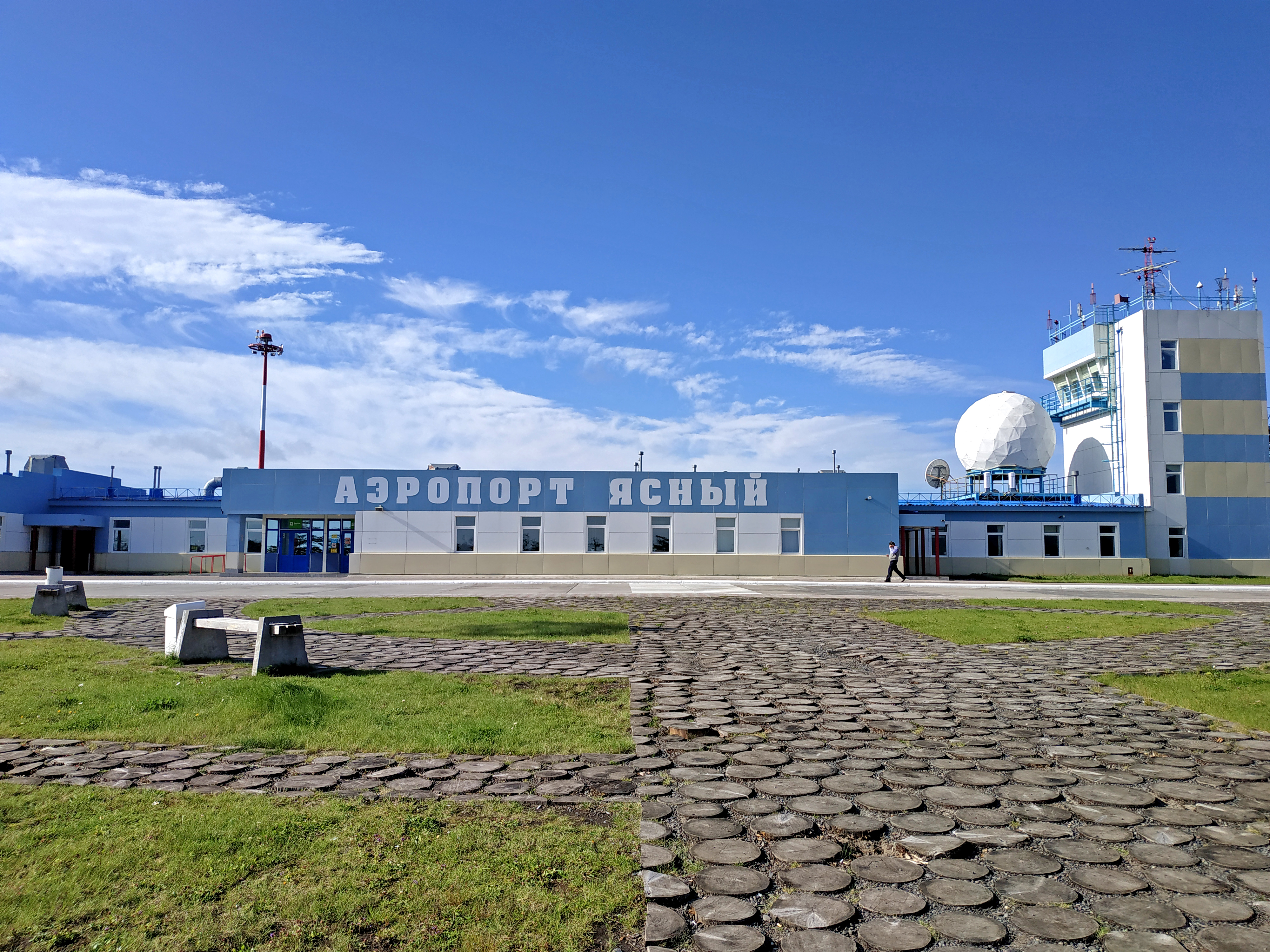
Вход в аэропорт с парковки
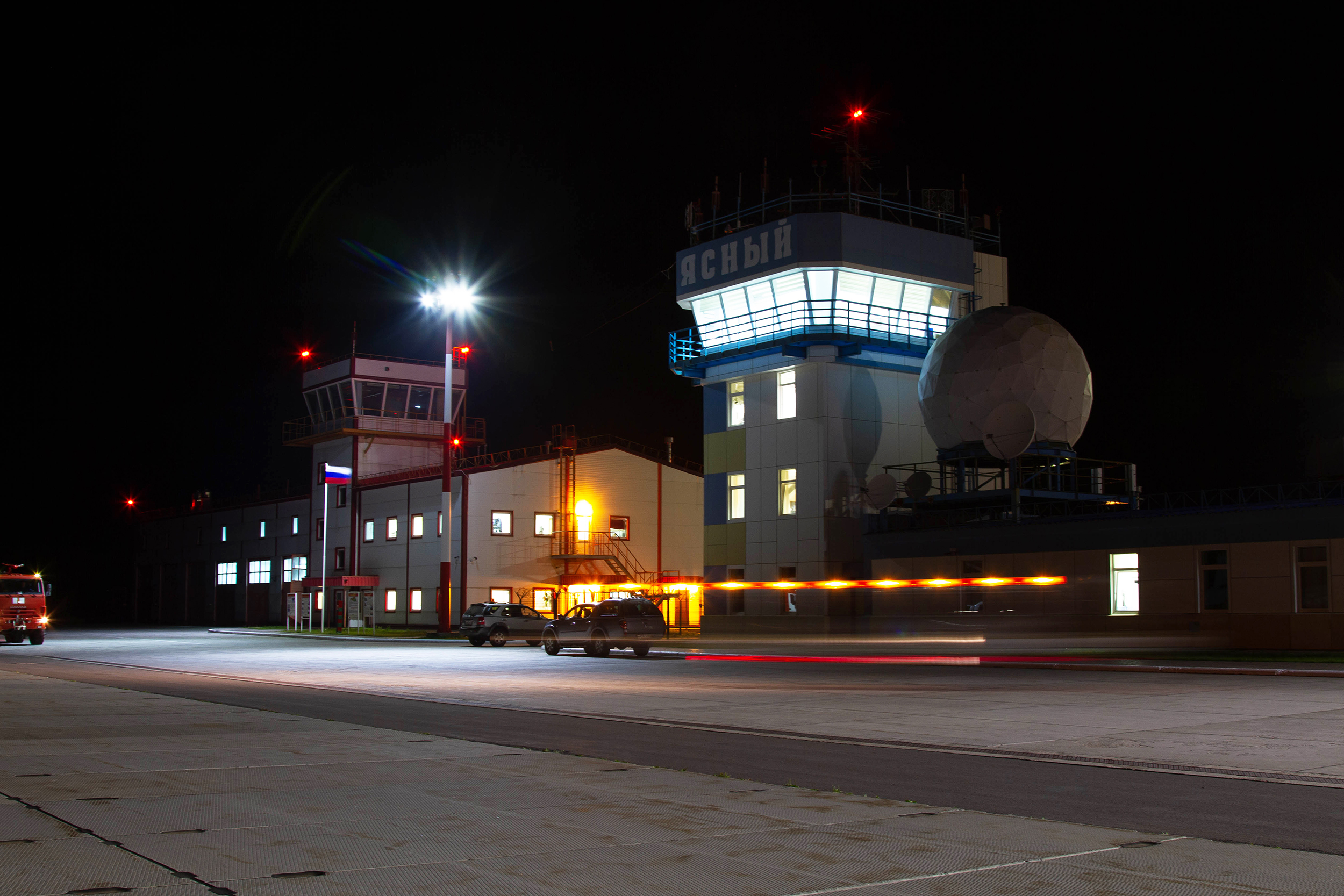
Аэропорт «Ясный» ночью
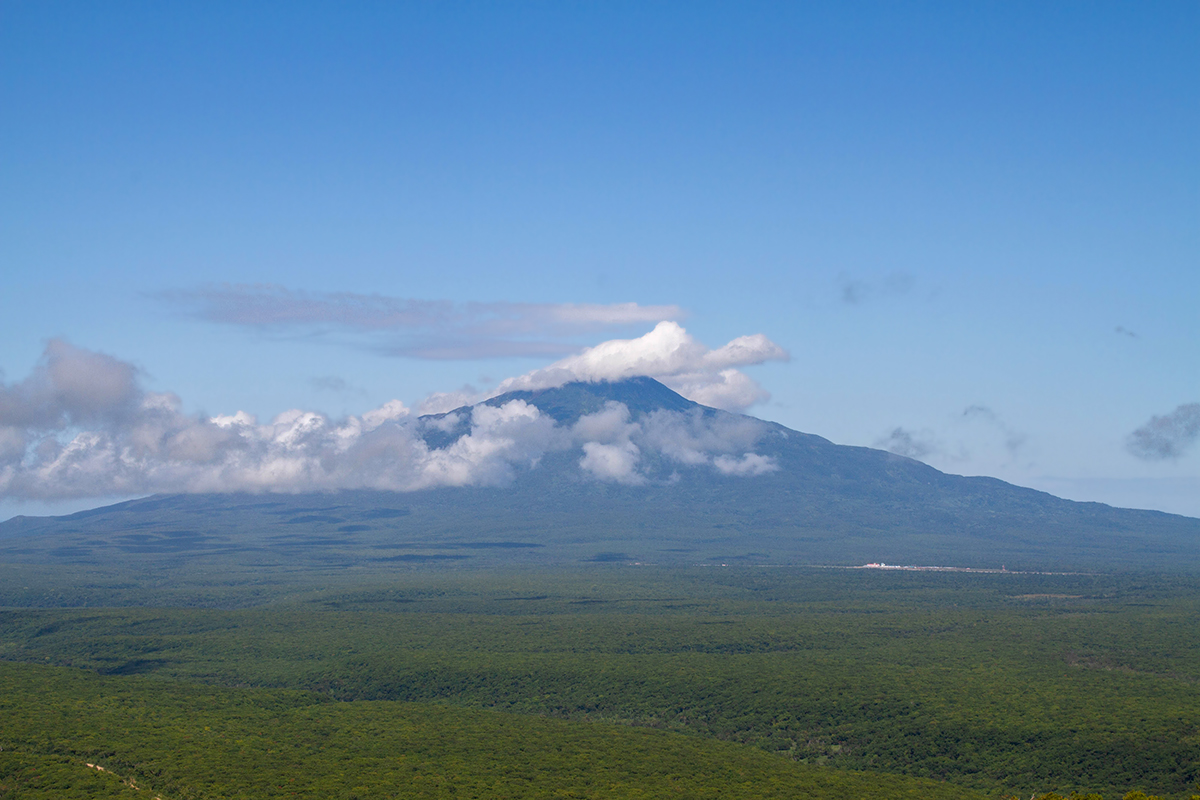
Аэропорт «Ясный» на фоне вулкана Богдан Хмельницкий